# Берёзовская волость (Порховский район)

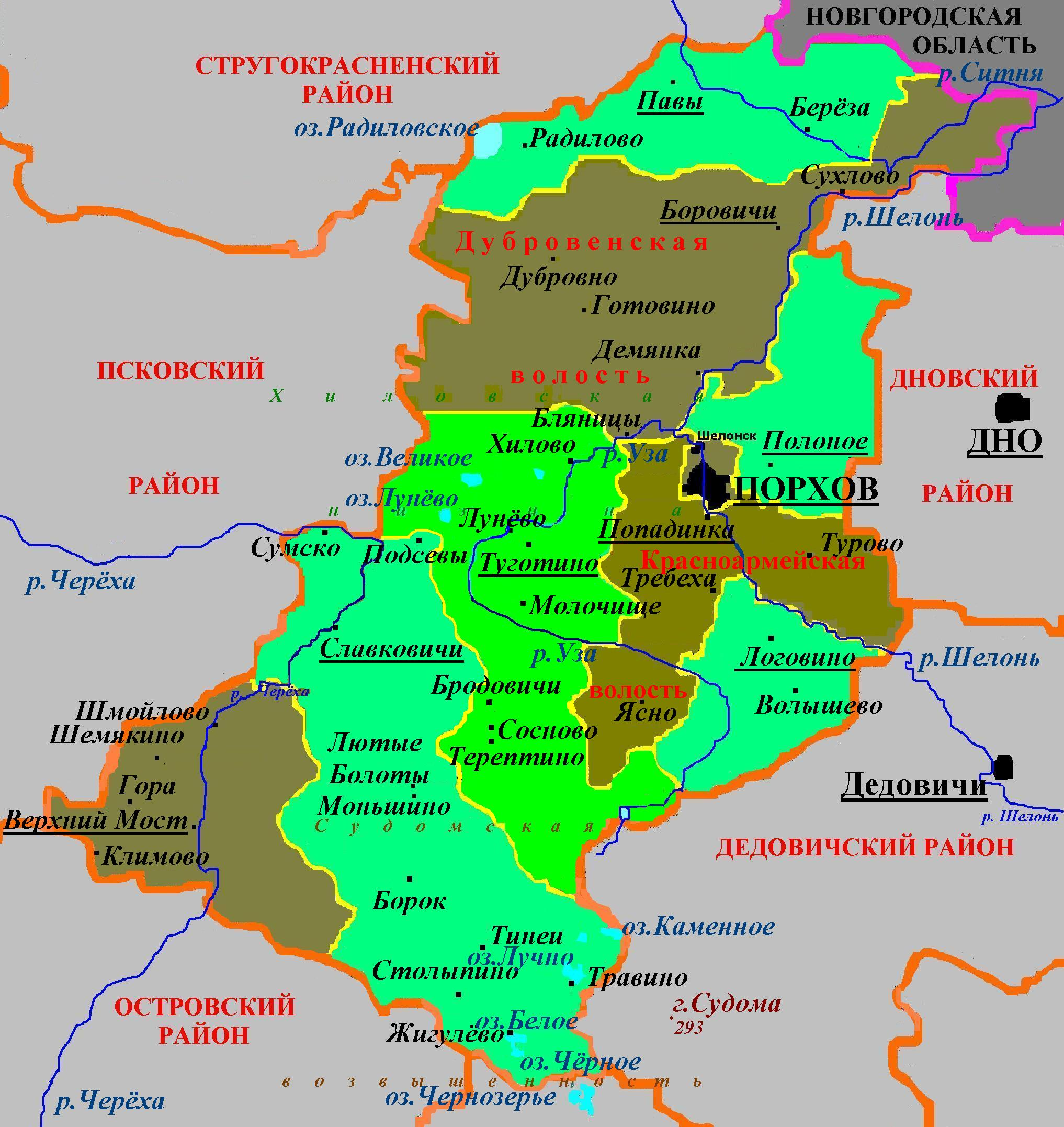
Административное деление Порховского района 2010—2015

Берёзовская волость — упразднённые административно-территориальная единица 3-го уровня и муниципальное образование со статусом сельского поселения в Порховском районе Псковской области России.
Административный центр — деревня Берёза.

## История
Территория волости в 1927 году вошла в Порховский район.
Указом Президиума Верховного Совета РСФСР от 5 апреля 1946 года Березовский, Боровичский, Козловичский, Хохлогорский, Чубаревский сельсоветы из Порховского района были переданы в новообразованный Павский район.
Указом Президиума Верховного Совета РСФСР от 16 июня 1954 года Боровичский и Козловичский сельсоветы были включены в Березовский сельсовет.
Указом Президиума Верховного Совета РСФСР от 3 октября 1959 года Павский район был упразднён, часть его территории в виде Березовского, Павского и Дубровинского сельсоветов была возвращена в Порховский район.
Постановлением Псковского областного Собрания депутатов от 26 января 1995 года все сельсоветы в Псковской области были переименованы в волости, в том числе Берёзовский сельсовет был превращён в Берёзовскую волость.
Законом Псковской области от 28 февраля 2005 года было также образовано муниципальное образование Берёзовская волость со статусом сельского поселения с центром в деревне Берёза с 1 января 2006 года в составе муниципального образования Порховский район со статусом муниципального района.
На референдуме 11 октября 2009 года было поддержано объединение Павской волости c Берёзовской волостью. Законом Псковской области от 3 июня 2010 года в состав Павской волости (с. Павы) была включена упразднённая Берёзовская волость.
Законом Псковской области от 30 марта 2015 года Павская волость была упразднена и теперь территория упразднённой Берёзовской волости находится Дубровенской волости.

## Населённые пункты
В состав Берёзовской волости входил 21 населённый пункт: Берёза, Веретье, Городок, Гридино, Заколенье, Залужье, Замогилье, Замушки, Зачеренье, Иваньково, Калиновец, Коломно, Краснодубье, Мокрицы, Морицко, Песчанка, Прудец, Рогачево, Степково, Студенец, Шишняково.